# Гарданґервідда
Гарданґервідда (норв. Hardangervidda nasjonalpark) — найбільший норвезький національний парк, який має площу 3 422 км² у межах фюльке Бускеру, Гордаланн і Телемарк. Географічно розміщений на гірському плато Гарданґервідда. Статус національного парку отримав в 1981 році і з тих пір став популярним туристичним маршрутом. Норвезька асоціація гірського туризму підтримує загальну мережу стежок і будиночків. Через територію проходить залізниця від Бергенсбанена і сьома автострада Норвегії.
На території парку живе популяція диких оленів яка є однією з найбільших у світі. У результаті археологічних розкопок були знайдені декілька сотень кочових поселень кам'яної доби, скоріше всього, пов'язаних із міграцією оленячих стад. Археологи також знайшли стародавню стежку, яка перетинає плато і яка слугувала з'єднуючим шляхом між західною і східною Норвегією.
Назва Hardangervidda складається з традиційного найменування північного норвезького району Гардангер (Hardanger) і закінчення vidde, який позначає «широку рівнину» чи «велике гірське плато».